# Mata

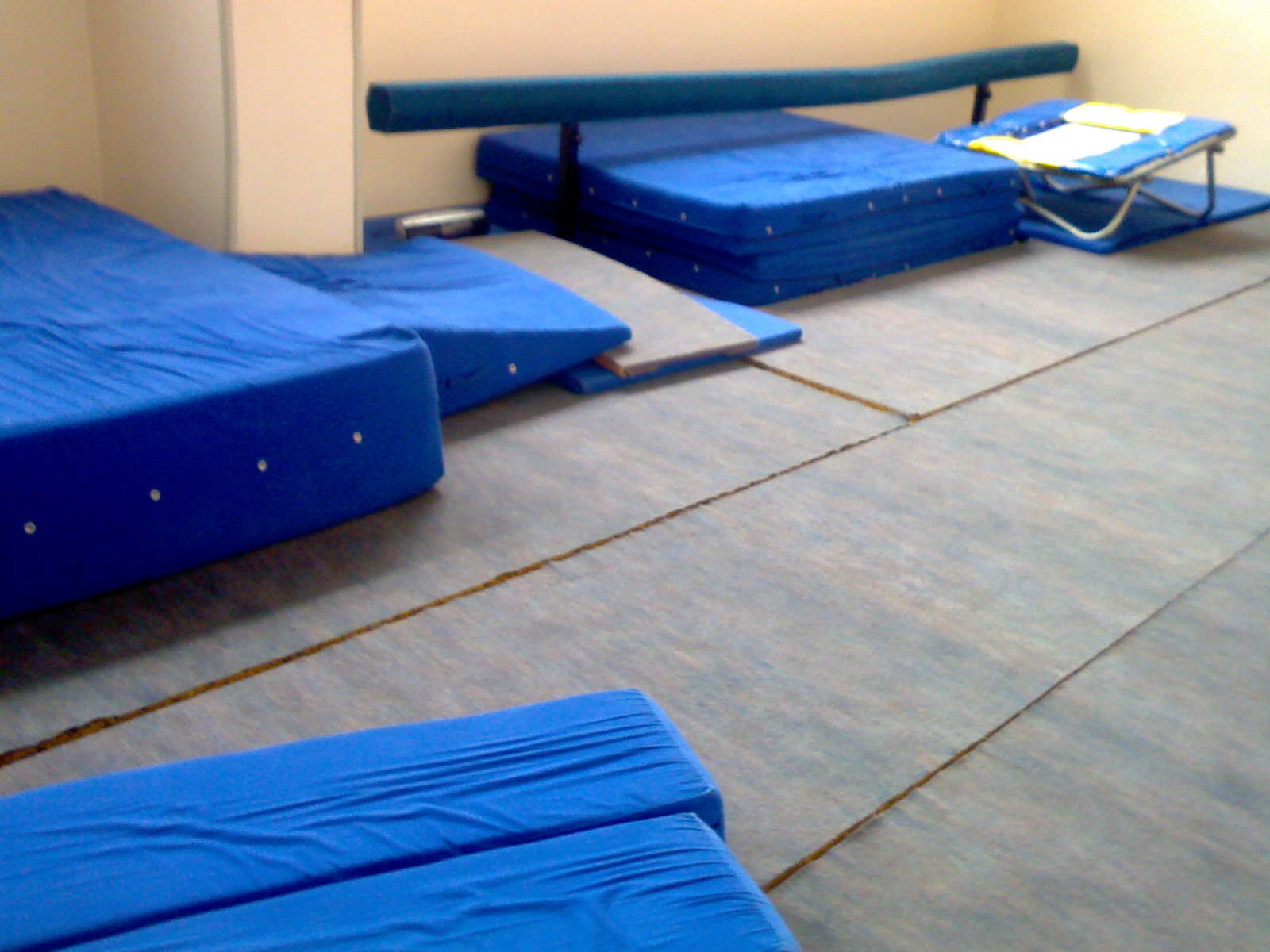
Maty gimnastyczne

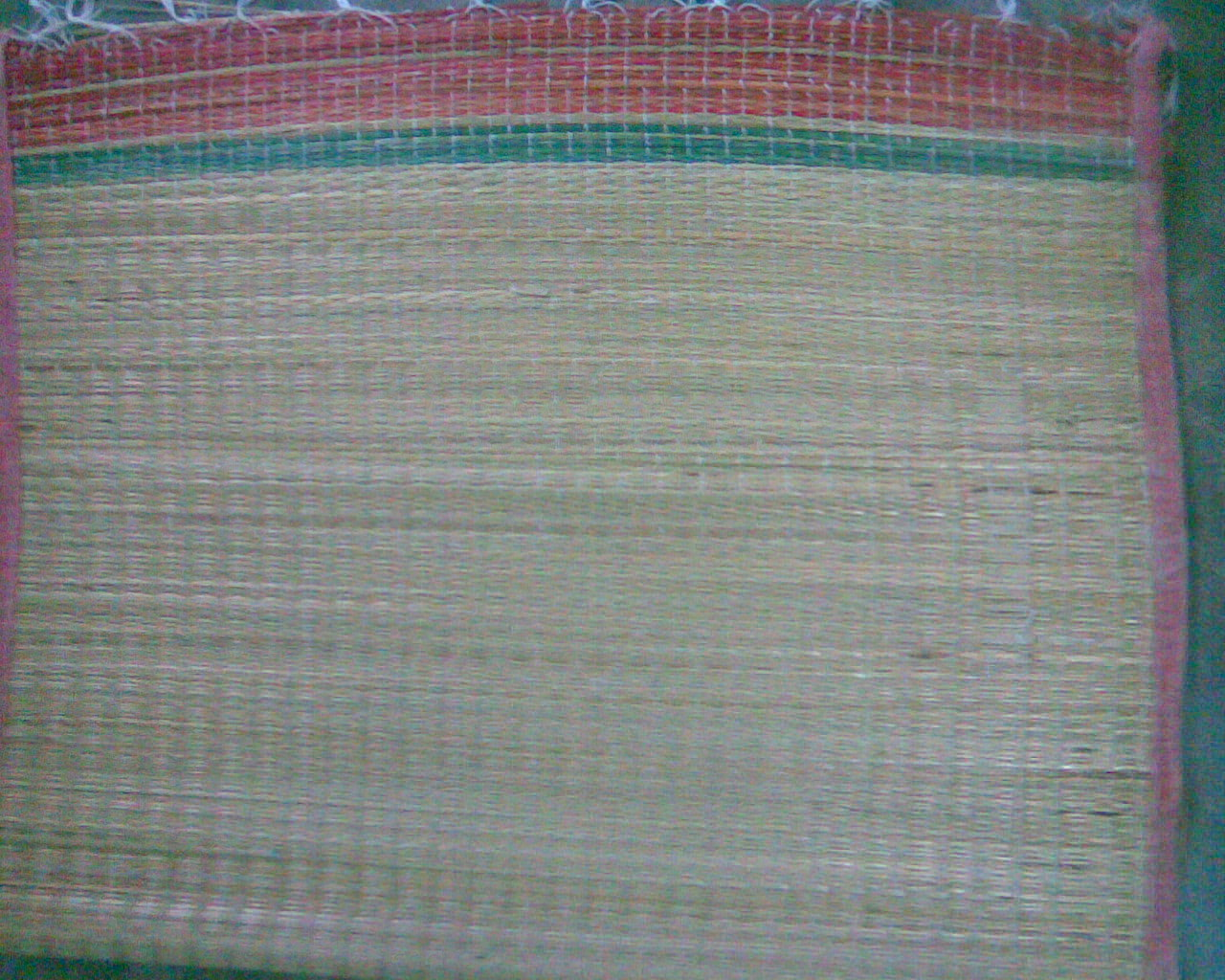
Mata trzcinowa używana w Tajlandii do spania

Mata – płaski przedmiot o dużej powierzchni pełniący funkcję m.in.
- nakrycia
- izolacji termicznej lub elektrycznej
- antypoślizgową
- antyzmęczeniową[1]
- amortyzującą.

Funkcję amortyzującą spełnia na przykład mata rozkładana na podłodze służąca do ćwiczeń gimnastycznych, zapasów, judo itp.
Mata może być wykonana z różnych surowców, np. tkaniny, słomy, wełny mineralnej, pianki ze spienionych tworzyw sztucznych. Często są laminatami.